# 肉包不吃肉
肉包不吃肉(肉まんは肉を食べない/ロウバオブーチーロウ)は中国の小説家。主に晋江文学城にて活動していた。
肉包不吃肉とは作者が飼っている猫の名前である。

## 経歴
2017年1月、中国のウェブ小説サイト晋江文学城にて活動開始。

## 連載作品
- 放弃啦不演啦[2]（2017年1月5日 - 3月11日）
- 師父天天在作死[3]（2017年3月14日 - 6月5日）
- 二哈和他的白猫師尊（2017年9月21日 - 2019年8月25日）
- 余汚[4]（2018年12月31日 - 2019年10月25日）
- 病案本[5]（2021年8月12日 - 2022年6月1日）

### 書籍情報
- 海棠微雨共帰途(原題：二哈和他的白猫師尊)
  - 海棠微雨共帰途〈廣東旅遊出版社〉

  1. 海棠微雨共帰途 2020年12月第1刷発行ISBN 9787557023607
  2. 海棠微雨共帰途2 2021年8月第1刷発行ISBN 9787557024949
  3. 海棠微雨共帰途3 2022年4月第1刷発行ISBN 9787557018955

- 風波吞天同徴路(原題：余汚)
  - 風波吞天同徴路〈長江出版社〉

  1. 風波吞天同徴路 2021年4月第1刷発行ISBN 9787549275878
  2. 風波吞天同徴路2 2021年6月第1刷発行ISBN 9787549276196
  3. 風波吞天同徴路3 2022年6月第1刷発行ISBN 9787549277797

## メディア・ミックス

### 漫画
- 二哈和他的白猫師尊

### ラジオドラマ
- 二哈和他的白猫師尊

### 実写ドラマ
- 皓衣行（英語版）（放映未定、原作：二哈和他的白猫師尊）